# Karl Krammig

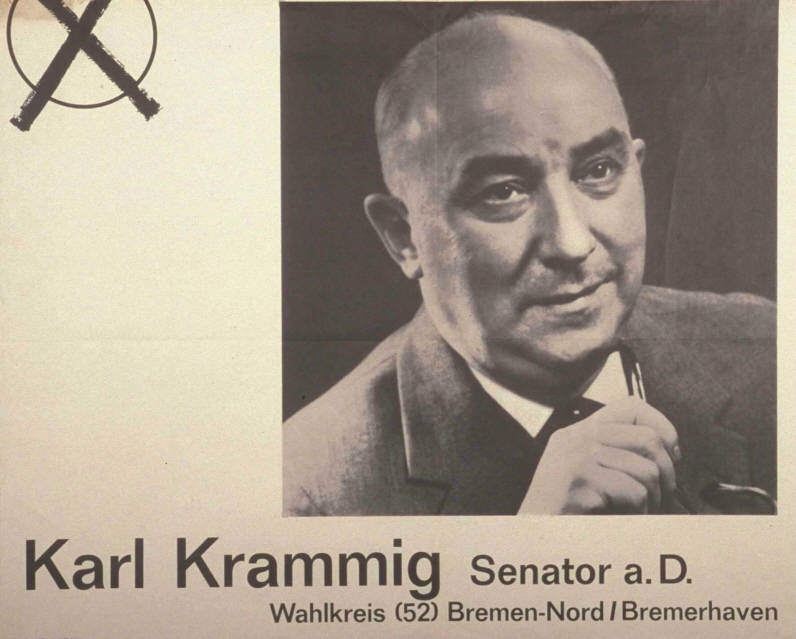
Kandidatenplakat der CDU zur Bundestagswahl 1965

Karl Krammig (* 14. Juni 1908 in Mülhausen, Elsass; † 16. Juni 1991 in Bremen) war ein deutscher Politiker der CDU, Senator in Bremen und Bundestagsabgeordneter.

## Biografie

### Familie, Ausbildung und Beruf
Krammig verbrachte die ersten Lebensjahre in Elsaß-Lothringen. Nach dem Ersten Weltkrieg verließ seine Familie dieses Gebiet und zog nach Heppenheim (Bergstraße), wo Krammig 1928 das Abitur ablegte. Als praktizierender Katholik war er Mitglied bei der katholischen Jugendbewegung und der Caritas. Nach zwei Semestern Jurastudium in Heidelberg brach er das Studium ab und begann eine Ausbildung bei der Reichsfinanzverwaltung, die er 1932 mit der Prüfung zum Oberzollsekretär abschloss. 1936 schied er als Zollinspektor aus dem Staatsdienst aus und trat in ein Tabakunternehmen in Bremen ein, dessen Prokurist er 1938 wurde. 1939/40 und 1942 bis August 1945 diente er als Soldat bzw. Kriegsgefangener im Zweiten Weltkrieg.
Nach dem Krieg war er wieder in der Finanzverwaltung tätig; zunächst als stellvertretender Vorsteher des Hauptzollamtes Hafen in Bremen, dann Vorsteher des Zollamts Überseehäfen und danach Leiter der Betriebsprüfung Zoll im Bereich der Oberfinanzdirektion Bremen.

### Politik
Am 18. September 1937 beantragte Krammig die Aufnahme in die NSDAP und wurde rückwirkend zum 1. Mai desselben Jahres aufgenommen (Mitgliedsnummer 5.449.480), 1935 war er in die NSV eingetreten. 1948 wurde er als Mitläufer entnazifiziert.
Seit 1945 war er Mitglied der CDU. 1951 bis 1958 war er Mitglied des Landesvorstandes und Vorsitzender des Landesfachausschusses für Sozialpolitik. Von 1951 bis 1958 war er Vorsitzender des Christlich-Demokratischen Arbeitnehmerschaft (CDA) im Land Bremen. Von 1964 bis 1974 war er Vorsitzender des CDU-Kreisverbandes Bremen-Nord.
1952/53 und von 1959 bis 1963 war er Mitglied der Bremischen Bürgerschaft und von 1959 bis 1963 CDU-Fraktionsvorsitzender.
Er gehörte dem Deutschen Bundestag von 1953 bis 1961 und erneut von 1965 bis 1972 an.
Als Nachfolger von Senator Johannes Degener (CDU) war Krammig vom 8. Oktober 1958 bis zum 21. Dezember 1959 Wohlfahrts- und Gesundheitssenator im Senat von Wilhelm Kaisen (SPD) in Bremen. Ihm folgte als Gesundheitssenator Karl Weßling (SPD) und als Wohlfahrtssenatorin Annemarie Mevissen (SPD) in den Ämtern.
Seit 1972 gehörte er, obwohl kein Heimatvertriebener, zu der Gruppe von Unionsabgeordneten um Herbert Czaja und Heinrich Windelen, die den Grundlagenvertrag mit Polen, der die Oder-Neiße-Linie als Westgrenze Polens anerkannte, ablehnte.
Im Sommer 1975 gründete er mit dem Bürgerschaftsabgeordneten Emil Koschek den Bremer Freundeskreis Franz Josef Strauß e. V., mit dem Ziel, ihn zu einem Landesverband der CSU auszubauen, was – da es entsprechende Bestrebungen auch in anderen Landesverbänden gab – zu einer heftigen Kontroverse zwischen den beiden Unionsparteien führte, die erst kurz vor den bremischen Bürgerschaftswahlen im Herbst 1975 beigelegt wurde.

### Goldbach-Skandal
Karl Krammig geriet Anfang der 80er Jahre in den millionenschweren Steuerhinterziehungs-Skandal um den Wanne-Eickeler Mineralölgroßhändler Erhard Goldbach. Krammig saß mehrere Wochen in Untersuchungshaft, wurde aber gegen Kaution freigelassen. Er sollte als Mittäter beim Steuerbetrug vor Gericht gestellt werden, da er jahrelang über alle Details der Goldbach-Geschäfte informiert gewesen sein soll; insbesondere wusste er laut Staatsanwaltschaft, dass Goldbach die Firmen-Gruppe nur noch durch massive Steuerhinterziehung am Leben halten konnte.

### Ehrungen
- 1972 Große Verdienstkreuz der Bundesrepublik Deutschland